# Toyota AE86
La generación Toyota AE86 del Toyota Corolla Levin y Toyota Sprinter Trueno, es un pequeño cupé ligero o hatchback introducido por Toyota en 1983 como parte de la quinta generación del Toyota Corolla. También es conocido como "Hachi-Roku (ハチロク?)", por 8 y 6 en japonés, gracias al manga y anime "頭文字D/ Initial D". Para el propósito de la brevedad, el código privilegiado del chasis "AE86" muestra el modelo de tracción trasera (RWD) de 1600 cc de la gama. En el clásico código de Toyota, la "A" representa el motor que llegó en el coche de la serie 4A-GE, mientras que la "E" representa el Corolla, "8" representa la quinta generación (serie E80) y "6" representa la variación dentro de esta generación, ya que algunos han pensado que el  "86" representaba el año 1986 como su año de fabricación.

## Historia

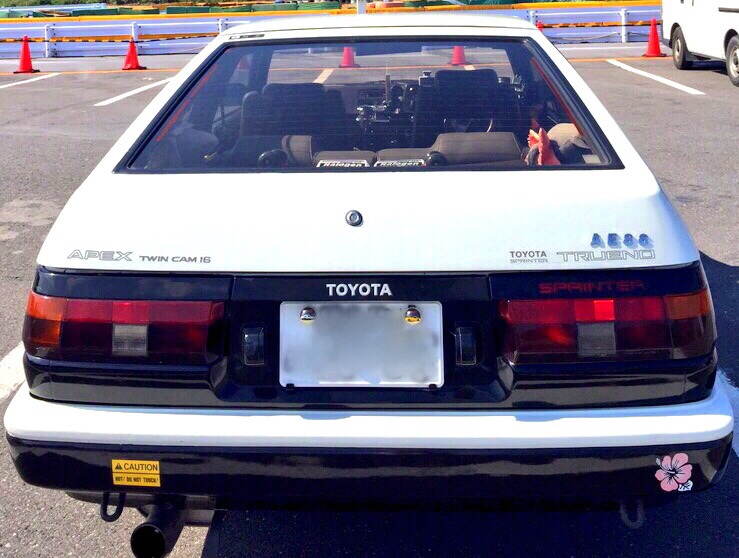
Vista trasera del Sprinter Trueno GT Apex.

La historia del AE86 empieza en 1983, cuando fue introducido en el mercado japonés. Aunque las primeras ventas no eran nada asombrosas.
La generación AE86 del Toyota Levin (Toyota Corolla en Europa y América) y Toyota Sprinter Trueno es corta. Toyota introdujo en 1983 un ligero coupé como parte de la quinta generación de la línea del Toyota Corolla. El chasis tenía la denominación AE86, con el cual se describía a toda la gama Sprinter Trueno y Corolla Levin. El AE86, más conocido como "Hachi-Roku" es el último Corolla de tracción trasera que, combinado con su bajo peso y un potente motor, se volvió muy popular en Japón donde el coche es altamente maniobrable en las apretadas curvas de las carreteras de montaña.
Durante su vida productiva, el AE86 fue una elección popular para las carreras, especialmente para los grupos A y N y particularmente en rallys y en carreras en circuitos. Después de que fue discontinuada su producción, muchos equipos privados todavía corren con el AE86. En el Grupo A (clase de 1600cc) el AE86 dominaba la categoría, teniendo como competidores a los Honda Civic e inclusive a versiones posteriores de los Corolla, como los AE92 o AE101 sin perder competitividad.
Este automóvil, a pesar de tener tres décadas de antigüedad, sigue participando en las competiciones de drifting hoy en día, sin nada que envidiarle a los automóviles de élite. Realmente impresiona ver codo a codo a un AE86 derrapando contra un Nissan Skyline R34. Actualmente es visto como uno de los mejores autos para Touge & Drift, gracias a su alta maniobrabilidad.
El AE86 fue descontinuado y sustituido en 1987 por el AE92 Corolla.

## Versiones

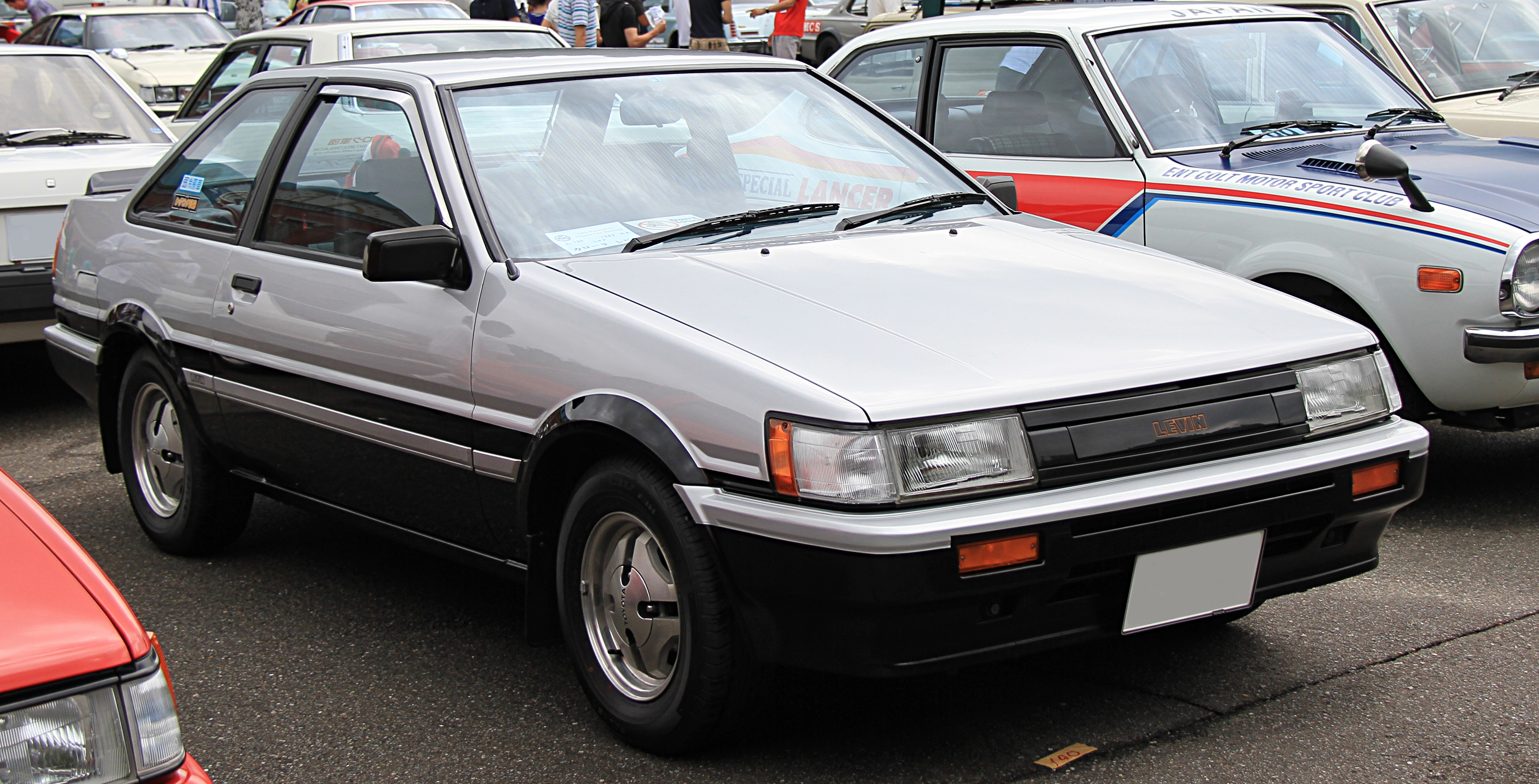
Levin de 3 puertas de 1983

La primera generación del AE86 (desde mayo de 1983 hasta mayo de 1985) fue denominada "Zenki" (que en japonés significa "primera mitad") teniendo como característica el frente pequeño, los indicadores y las luces traseras con la palabra 'SPRINTER', por la parte superior de la luz derecha.
La segunda generación de AE86 es denominada "Kouki" (que en japonés significa segunda/última mitad) destacando como características encontramos la esquina más grande con indicadores delanteros y las luces traseras con una banda roja por la parte superior o una banda negra con una raya blanca.
El AE86 estaba disponible en dos tipos de carrocería: cupé de dos puertas y hatchback de tres puertas, siendo este último el más popular entre los aficionados a este modelo.
El Levin tiene faros fijos, mientras que el Trueno tiene faros escamoteables y ambos podrían ser hatchback o cupé. El nombre del modelo de exportación Corolla cubre ambas variaciones. Debido a esta configuración, el Levin tenía una parrilla más grande entre las luces que el Trueno. Unos años más tarde, la parrilla del Trueno fue eliminada y el cofre se extendía entre los faros.
La versión coupé del Levin o del Trueno, se considera que es la más rígida y ligera de las dos versiones.
En 1987, había un modelo de edición limitada de la AE86 llamado "Negro Limitada", que sirvió de modelo de despedida antes de que el chasis AE86 fue sustituido más tarde ese año por la tracción delantera de la gama AE92 Corolla / Sprinter.

## Especificaciones

### Motores

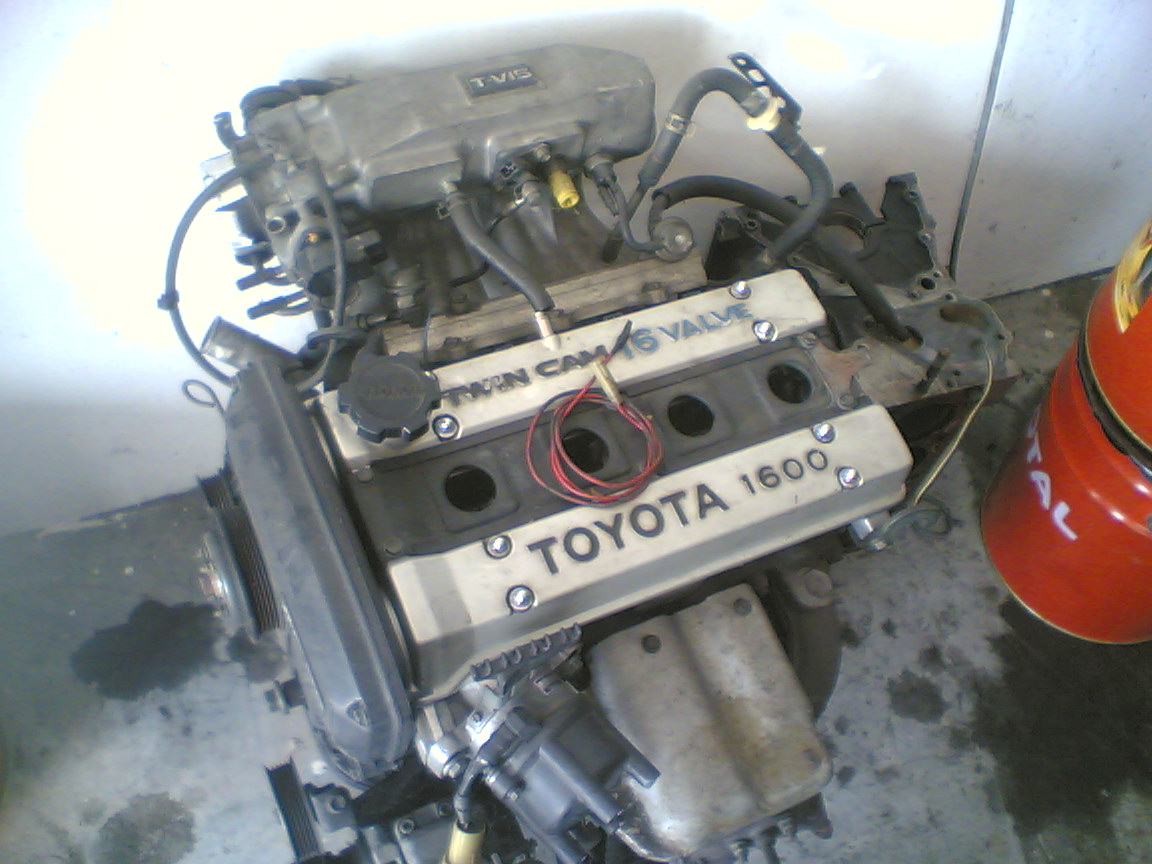
El 4A-GE de la primera generación

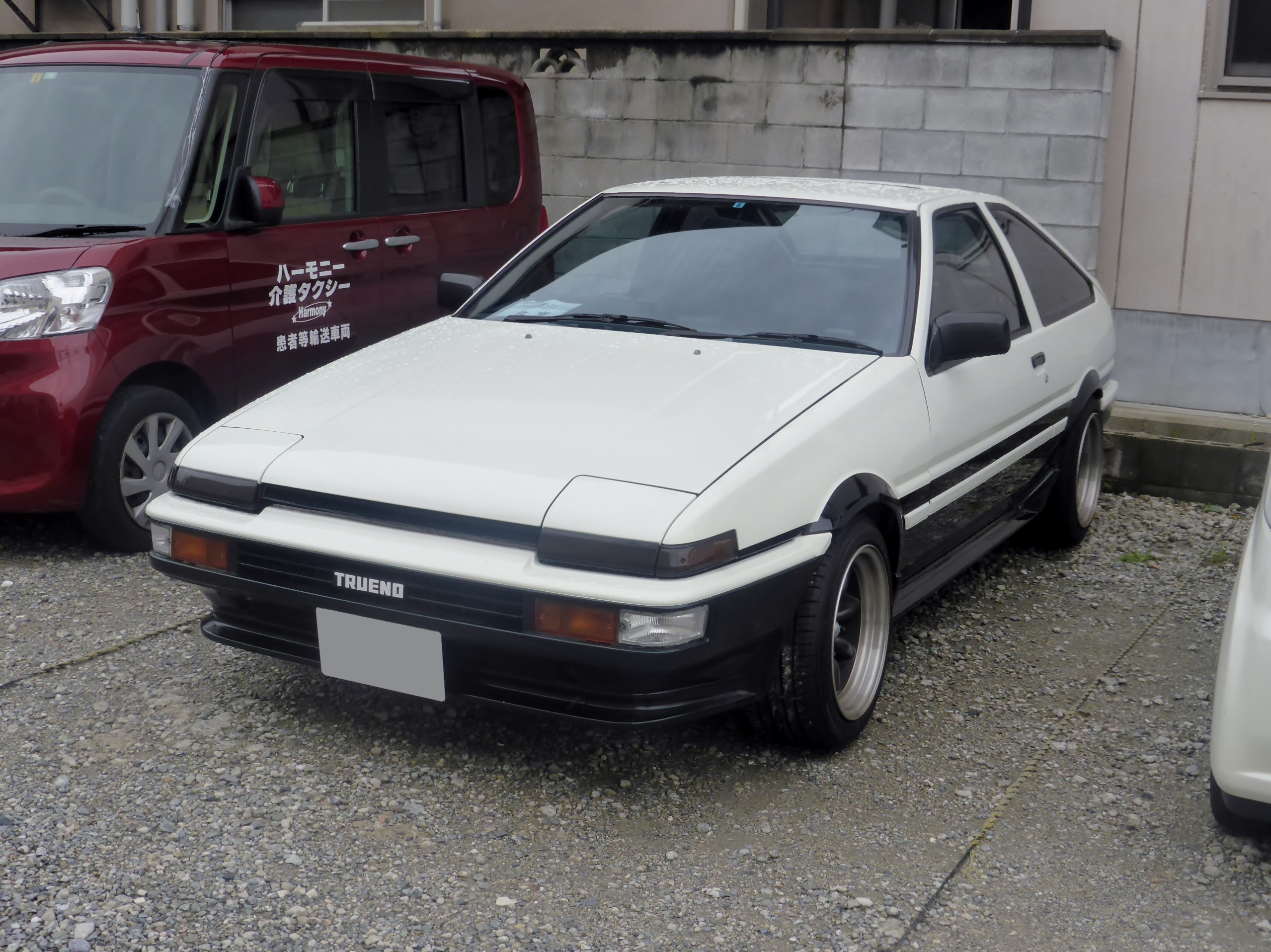
Sprinter Trueno de 3 puertas

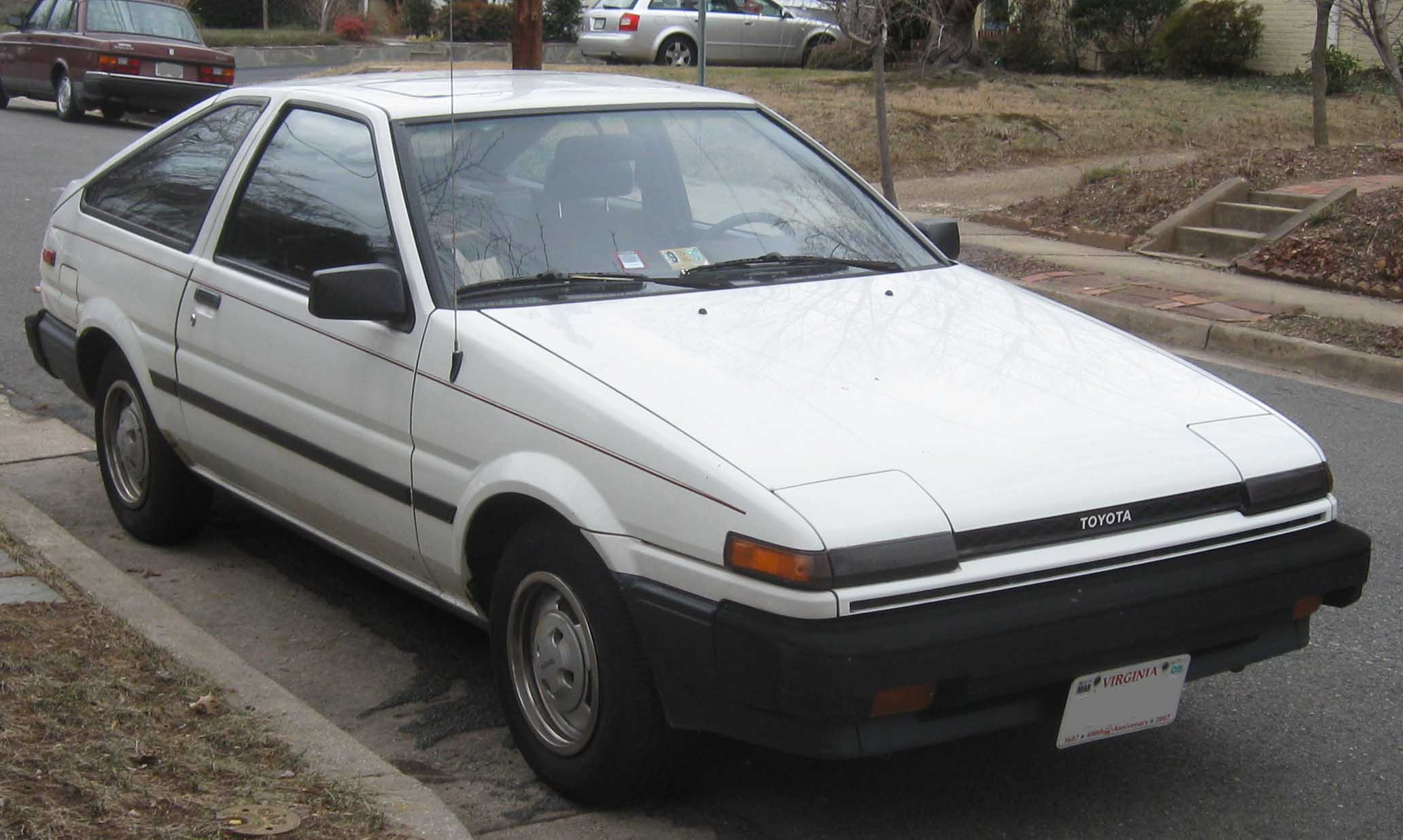
SR5 Hatchback de 1986-87

El AE86, junto con el de menor especificación de 1452 cm³ (1,5 L; 88,6 plg³) AE85 y de 1587 cm³ (1,6 L; 96,8 plg³) en versiones SR5, era de tracción trasera, a diferencia de la CE80 tracción delantera, EE80 y modelos AE82; y es uno de los últimos coches de tracción trasera de su tipo, en un momento cuando a la mayoría de los turismos se les cambia a tracción delantera.
En Japón, el AE86 también era conocido como el Hachi-Roku (八 六), ("ocho-seis" en japonés), que venía equipado con un motor 4A-GE Redtop. El Sprinter Trueno era exclusivo de los concesionarios de Toyota llamados Toyota Vista Store, mientras que el Corolla Levin era exclusivo de Toyota Corolla Store. El nombre proviene de la palabra española "Trueno" y "Levin" del inglés medio para "relámpago". El motor DOHC 4A-GEU "AE86" se ofreció en el modelo GT, GT-APEX y GTV como el Corolla Levin o Sprinter Trueno; mientras que el motor SOHC 3A-U "AE85" fue incluido en el modelo SR como Corolla Levin o Sprinter Trueno. En Norteamérica, la gama superior DOHC 4A-GEC se vendió como Corolla GT-S AE86 con faros escamoteables. Debido a un ligero peso de alrededor de 940 kg (2072 lb) y más de 120 CV (118 HP; 88 kW) de potencia, el coche podría alcanzar una velocidad máxima de 196 km/h (122 mph) y podía acelerar de 0-100 km/h (62 mph) en 8,3 segundos en las especificaciones estándar.
En 1984, se introduce el motor 4A-GE como sustituto para el 2T-G, este último tenía fama de motor duro y robusto; al principio mucha gente desconfiaba del nuevo 4A-GE por su aspecto frágil, con un peso en seco de 123 kg (271 libras). Con 4 válvulas por cilindro (16 en total), Toyota tuvo que tener cuidado en sus métodos de construcción, ya que esta configuración no le permitía obtener un bloque que fuera “visualmente” más robusto, esto es porque la cabeza tenía que dejar paso a 2 válvulas extra por cilindro y el motor en general necesitaba permitir revoluciones altas.
Este motor de cuatro cilindros en línea y 1587 cm³ (1,6 L; 96,8 plg³) con un diámetro x carrera de 81 x 77 mm (3,19 x 3,03 pulgadas) y lubricación por cárter húmedo, también fue utilizado en la primera generación del Toyota MR2 (AW11). Rendía 120 CV (118 HP; 88 kW) y 14,3 kg·m (140 N·m; 103 lb·pie) de par máximo. También fue equipado con el T-VIS, un sistema de distribución de válvulas variable de Toyota.
En Norteamérica se utilizó un motor modificado 4A-GEC para cumplir las regulaciones de emisiones de California, por lo que tenía un rendimiento menor de 112 CV (110 HP; 82 kW) y 13,9 kg·m (136 N·m; 101 lb·pie) de par máximo.
| Código                  | Distribución     | Alimentación | Relación de compresión | Potencia máxima                   | Par máximo                                 |
| ----------------------- | ---------------- | ------------ | ---------------------- | --------------------------------- | ------------------------------------------ |
| 4A-GEU (Trueno GT Apex) | DOHC 16 válvulas | Inyección    | 9.4:1                  | 130 CV (128 HP; 96 kW) @ 6600 rpm | 15,2 kg·m (149 N·m; 110 lb·pie) @ 5200 rpm |
| 4A-C (en el SR5)        | SOHC 8 válvulas  | Carburador   | 9.0:1                  | 70 CV (69 HP; 51 kW) @ 4800 rpm   | 11,7 kg·m (115 N·m; 85 lb·pie) @ 2800 rpm  |
| 4A-GEC (en el GT-S)     | DOHC 16 válvulas | Inyección    | 9.4:1                  | 112 CV (110 HP; 82 kW) @ 6600 rpm | 13,5 kg·m (132 N·m; 98 lb·pie) @ 5800 rpm  |

Además, hubo varias versiones especiales realizadas del 4A-GE por TRD (Toyota Race Development) que crearon motores realmente "temibles" del AE86. La versión más destacable de TRD, era un motor 4A-GE de 20 válvulas con 220 CV (217 HP; 162 kW) a las 10000 rpm y un par máximo de 19,2 kg·m (188 N·m; 139 lb·pie) a las 7800 rpm.

### Transmisión
La T-50 es una transmisión manual de 5 velocidades que estaba disponible en el AE86 y algunos Celica iniciales. Usa a un selector en H y fue diseñada para usarse con motores de potencia baja, como los 120 CV (118 HP; 88 kW) del AE86, pero es capaz de soportar mucho más, como 204 CV (201 HP; 150 kW), aproximadamente. También estaba disponible una transmisión automática A42DL de 4 velocidades.

### Chasis y carrocería
Tiene unas dimensiones de: 4204 mm (165,5 pulgadas) de largo, 1626 mm (64,0 pulgadas) de ancho y 1336 mm (52,6 pulgadas) de alto, pesando 925 kg (2039 libras) en el coupé y 941 kg (2075 libras) en el hatchback, con una distribución de peso 53% al frente y 47% atrás. La capacidad del tanque de combustible es de 50 litros (13,2 galAm).

## Nueva versión
El AE86 más tarde inspiró el Toyota GT86, que comparte la misma base con el Subaru BRZ, con un motor bóxer de 2.0 litros naturalmente aspirado, que desarrolla una potencia de 200 CV (197 HP; 147 kW). Además, dispone de tracción trasera y cambio manual.

## En competición
Por su configuración, su bajo peso y su motorización 4A-GE al que se le podía incrementar la potencia, lo hicieron popular entre los "Hashiriyas" o pilotos callejeros japoneses, muchos de los cuales competían en pasos de montaña, es decir, carreras conocidas como "Touge Battle", donde la gran cantidad de curvas cerradas favorecían al AE86, especialmente en bajada.
Entre los que utilizaron este coche se encuentra Keiichi Tsuchiya, conocido como "DK" o "Drift King".

## En la cultura popular

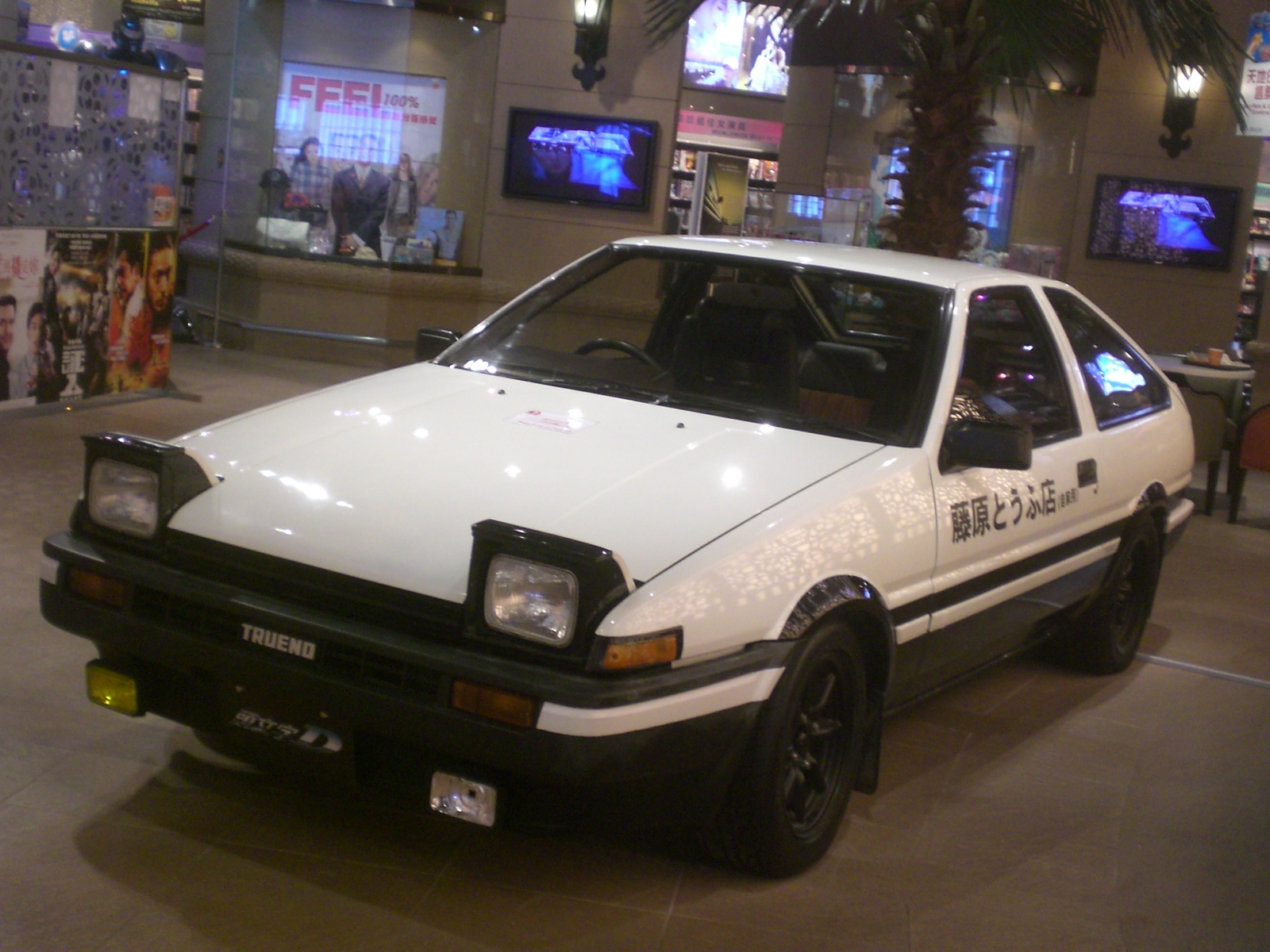
Réplica de la serie Initial D con los faros escamoteables abiertos.

El ya conocido "Trueno AE86 Apex/Hachi-Roku", fue inmortalizado en el manga y en la serie de televisión japonesa Initial D de Shuichi Shigeno, en la que un Sprinter Trueno color "panda", blanco con franjas negras en los laterales y el nombre de la tienda de Tofu Fujiwara en la puerta del conductor, siendo conducido por el protagonista Takumi Fujiwara, un chico que era obligado a repartir tofu a un hotel con el AE86 de su padre, Bunta Fujiwara, para esto debía conducir en el Monte Akina (Monte Haruna) y llegar al hotel, que quedaba del otro lado del Lago Akina (Lago Haruna). Takumi va adquiriendo fama con su Hachi-Roku por su técnica de conducción entre el mundo de las carreras de Drift. Su amigo, Itsuki, adquiere sin saberlo un Toyota de la gama anterior: un Levin AE85, pensando que era un AE86.
En ciertos videojuegos se ha incluido el modelo AE86 como modelo base, o un modelo modificado y ha hecho su aparición en algunos de ellos, como: Need for Speed: Underground 2, Need for Speed: Carbon y Need for Speed: ProStreet (como Corolla GT-S); y en varias versiones de Forza Motorsport. En las sagas Gran Turismo, se encuentran todas las versiones del AE86, excepto en el GT5 Prologe. En Grand Theft Auto IV, el vehículo ficticio "Karin Futo" está basado en el AE86. En el MMORPG llamado Drift City (Skid Rush en Corea del Sur) el AE86 aparece bajo el nombre de "PANDA", debido a los colores originales que lleva el modelo.
También en el ámbito de películas de acción, aparece en Fast & Furious: Tokyo Drift.
Debido a la acogida en los videojuegos de carreras, el manga-anime, automovilismo, en drifting y el tuning, el "Hachi-Roku" ha sido inmortalizado como un coche de culto japonés. El AE86 recibe el respeto como un icono de la cultura japonesa, comparables a los Chevrolet Corvette, Ford Sierra RS Cosworth y el Porsche 911. Además, es conocido popularmente como un vehículo utilizado para realizar derrapes y carreras callejeras en Japón y otros países.